# Pietro Bembo
Pietro Bembo O.S.I.H., latinul: Petrus Bembus; Velence, 1470. május 20. – Róma, 1547. január 18.) itáliai tudós, „költő” és irodalomteoretikus, a Jeruzsálemi Szent János Ispotályos Lovagrend tagja és a római katolikus egyház bíborosa. Az itáliai „reneszánsz” értelmiségijeként (15–16. század) nagymértékben befolyásolta a toszkán dialektus mint a költészet a irodalmi nyelvének fejlődését, amely később sztenderd nyelvváltozattá kodifikálva a modern olasz nyelvvé vált. A 16. században Bembo költészete, esszéi és könyvei alapvetőnek bizonyultak a Francesco Petrarca irodalmi művei iránti érdeklődés felélesztésében. A zene területén Bembo irodalmi írástechnikái segítettek a zeneszerzőknek kifejleszteni azokat a zeneszerzési technikákat, amelyek a madrigált a 16. századi Itália legfontosabb világi zenéjévé tették.

## Élete

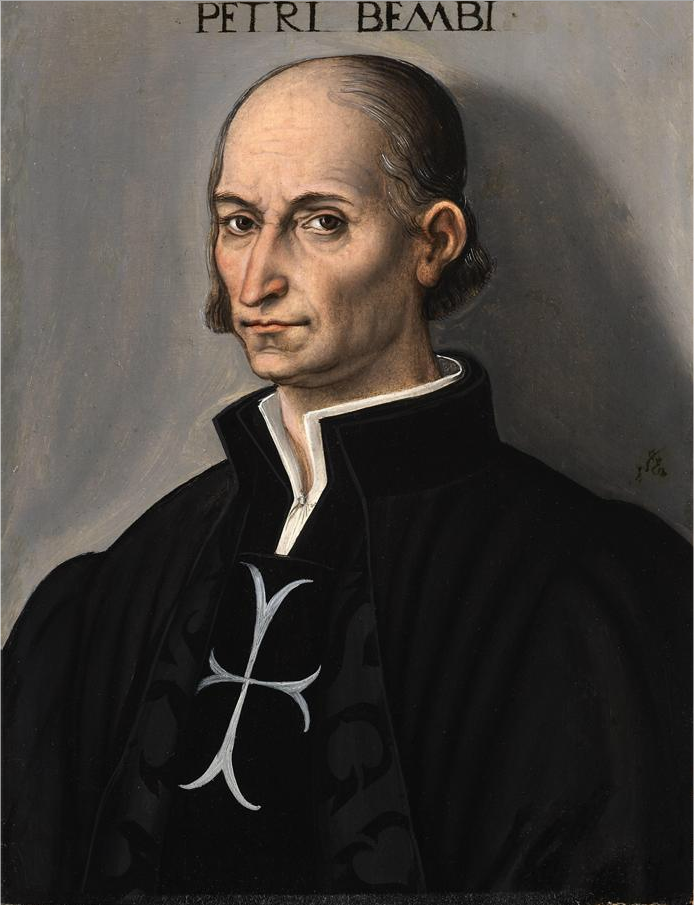
Bembo a Máltai lovagrend habitusában (ifj. Lucas Cranach)

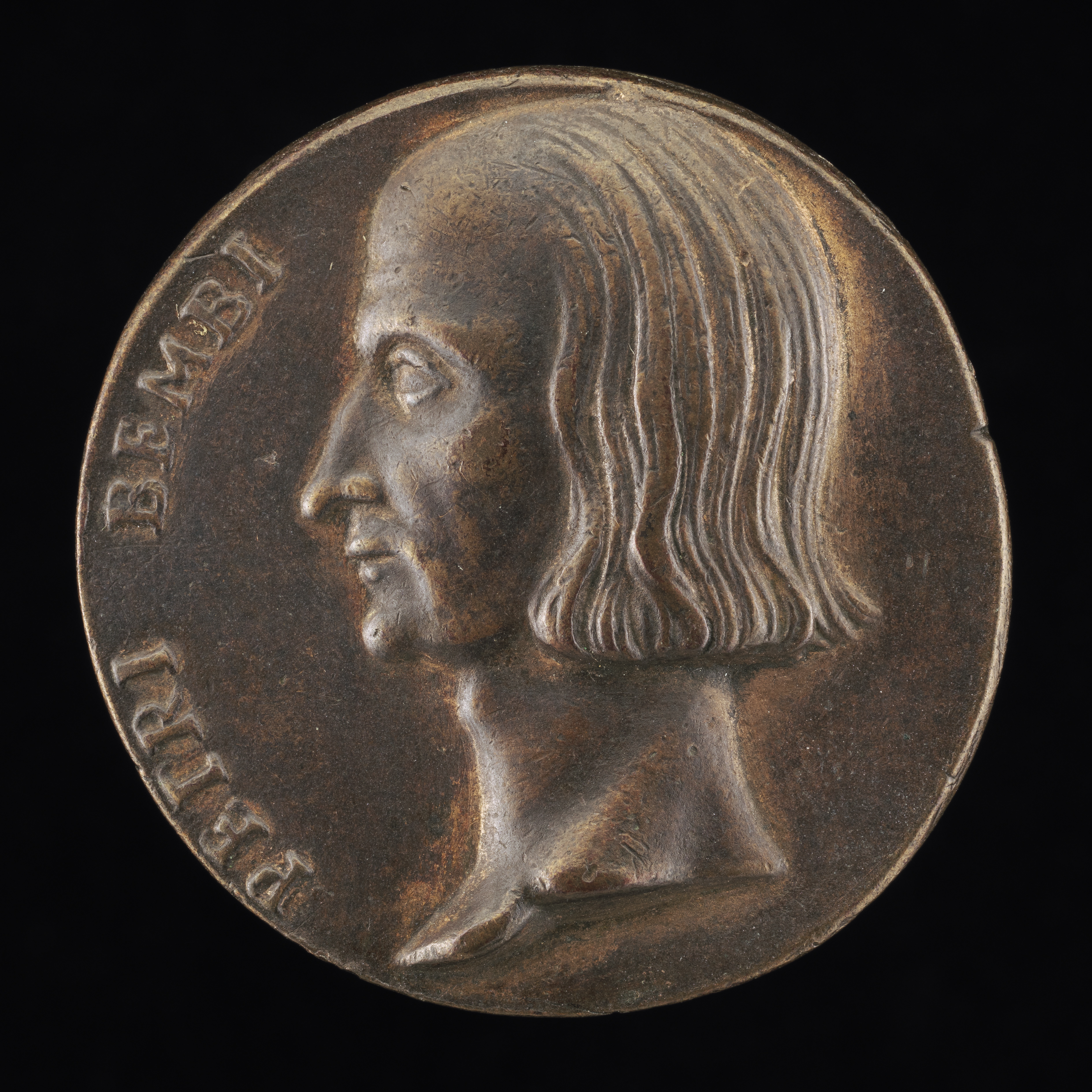
Egy bronzérme előlapján Bembo bal profilja látható (Valerio Belli, 1532 körül)

Pietro Bembo 1470. május 20-án született egy velencei arisztokrata családban. Apja, Bernardo Bembo (1433–1519) diplomata és államférfi, kultúrember volt, aki Itália irodalmával foglalkozott, és Ravennában emlékművet állított Dante Alighierinek (1265–1321). Bernardo a Velencei Köztársaság Firenzébe akkreditált nagykövete volt, ahová fia is elkísérte 1474–1476 és 1478–1480 között. Pietro megszerette a toszkán nyelvjárást, amelyből az olasz nyelv kifejlődött.
A neoplatonista Constantine Lascaris (1434–1501) gyámsága alatt Pietro Bembo két évig ógörög nyelvet tanult Messinában, majd a Padovai Egyetem hallgatója lett. Későbbi utazásai közé tartozott két év (1497–1499) a ferrarai Este-udvarban, Ercole I d'Este ferrarai herceg (ur. 1471–1505) uralkodása alatt. Az írók és zeneszerzők számára Ferrara városa művészeti központ volt, ahol Bembo találkozott Ludovico Ariosto költővel (1474–1533); később, az 1497–1504-es időszakban megírta első művét, a Gli Asolanit (Asolo népe, 1505), az udvari szerelemről szóló költői párbeszédet, amely stilárisan hasonlított a humanisták Giovanni Boccaccio (1313–1375) Francesco Petrarca (1304–1374) műveire. A verseket később megzenésítették, amelyeket Bembo szívesebben énekeltetett nővel lant kíséretében. Ez a művészi kívánsága teljesült 1505-ben, amikor találkozott Isabella d'Estével (1474–1539), akinek ajándékba a Gli asolani egy példányát adta.
Az 1502–1503-as időszakban Bembo ismét Ferrarában tartózkodott, ahol szerelmi viszonyt folytatott Lucrezia Borgiával (1480–1519), I. Alfonso d'Este ferrarai herceg (1476–1534), az előző herceg fia feleségével. Ez alkalommal Bembo elhagyta Ferrara városát, amikor Ercole Josquin des Prezt (1450–1521) alkalmazta zeneszerzőnek a kápolnába; Bembo szerencsésen elhagyta a várost, amikor 1505-ben a fekete halál pestisjárványa megölte Ferrara lakosságának nagy részét, köztük a híres zeneszerzőt, Jacob Obrechtet (1457–1505).
Az 1506–1512-es időszakban Bembo Urbinóban élt, ahol megírta a Prose della volgar linguát (A népnyelv prózája, 1525), egy értekezést a toszkán nyelvjárás népi nyelvű versírásáról és komponálásáról. Giulio di Giuliano de' Medicit (1478–1534) elkísérte Rómába, ahol Bembót később X. Leó pápa (ur. 1513–1521) latin titkárává nevezték ki, és 1514-ben az ispotályos lovagok tagjává is választották  X. Leó pápa 1521-ben bekövetkezett halálakor Bembo megromlott egészségi állapotával Padovába vonult, és folytatta az írást. 1530-ban elfogadta szülőhazája, a Velencei Köztársaság hivatalos történészi tisztét, röviddel ezután a Szent Márk-bazilika könyvtárosává is kinevezték.
1538-ban pap lett, s december 20-án III. Pál pápa (ur. 1534–1549) in pectore (titokban) bíborossá kreálta Bembót, aki ezután visszatért Rómába. Ezt követően nyilvánosságra került titkos bíborosi jelölése, majd 1539. március 10-én egy pápai konzisztóriumban kapta meg a piros Galero kalapot a San Ciriaco alle Terme Diocleziane templom bíborosi diakónusa címmel, amelyet Bembo azzal jelzett, hogy megbízást adott portré készítésére Tiziano Vecellio (1488–1576), a velencei iskola legjelentősebb festője számára. 1542 februárjában bíborosi rangra emelték, a San Crisogono-címtemplommal, amelyet két évvel később a Szent Kelemen-bazilikává változtattak. Rómában Bembo bíboros folytatta az írást, és átdolgozta korábbi műveit, miközben a teológiát és a klasszikus ókor történetét (i. e. 8–6. század) tanulmányozta). Annak ellenére, hogy jutalmat kapott a gubbiói és bergamói egyházmegyék sikeres igazgatásáért, az egyház nem léptette elő Bembót püspökké. 1547-ben Pietro Bembo 77 éves korában meghalt, és a Santa Maria sopra Minerva templomban temették el.

## Művei és befolyása

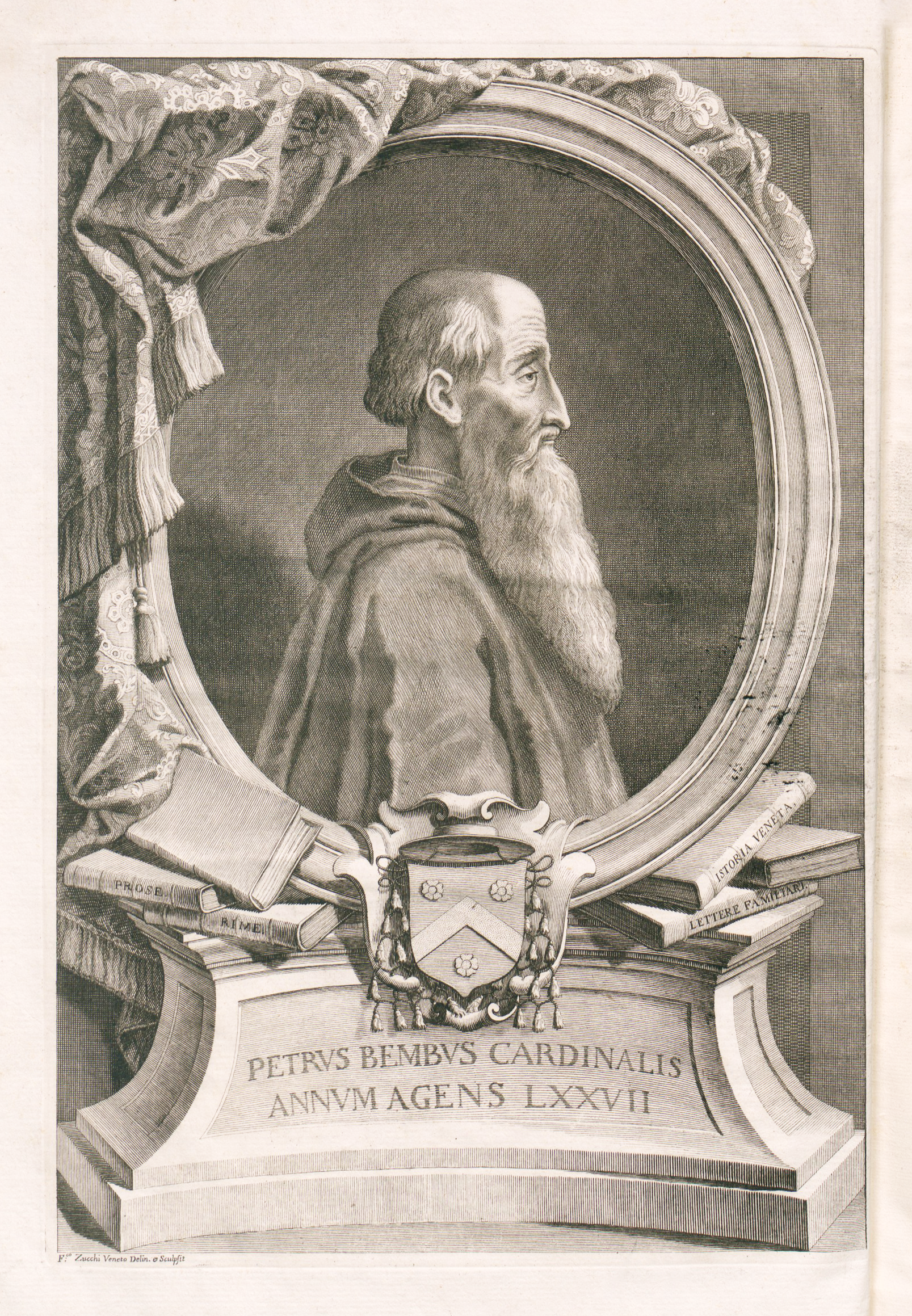
Bembo portréja, Historia veneta (1729)

Pietro Bembo irodalom irodalom teoretikusaként Petrarca klasszikusan megkomponált költészetének és Boccaccio prózájának példáit felhasználva, beoltotta a toszkán dialektusba azt az érzelmi hatást, amelyet az ókori görög nyelv (Kr. u. 9–6. század) gyakorolt a görög hallgatóra, miközben lemondott Dante: Isteni színjáték (1321) című írásának többnyelvűségében rejlő fordítási és kompozíciós nehézségekről. Művei a reneszánsz irodalomban a petrarkizmus mozgalom korai példájának tekinthetők. A Prose della volgar lingua (A népnyelv prózája, 1525) című könyvben Petrarca a versalkotás modellje, Bembo pedig részletes magyarázatot ad a rím és a hangsúly kommunikációs funkciójáról egy szó megszólaltatásában és a sor ütemében, a kiegyensúlyozott összetétel elérése érdekében. Hogy a szavak sajátos elhelyezése egy versben egy soron belül – az írónak a magánhangzók és mássalhangzók hangritmusára való szigorú odafigyelése alapján – kiváltsa az olasz olvasóból és hallgatóból az emberi érzelmek skáláját, a kecsességtől és édességtől a bánat nehézségéig. Bembo költői komponálási szabályai a népnyelvi prózában alapjai voltak azoknak a zenei komponálási technikáknak a kifejlesztésében, amelyek a 16. században a madrigált Itália kiemelkedő világi zenéjévé tették. Zenei kompozíciós elméleteit a Velencei Iskola terjesztette, olyan zeneszerzők által, mint Adrian Willaert, akinek Musica nova (Új zene, 1568) című könyve Bembo nyelvi elméleteiből származó madrigál-kompozíciókat tartalmaz.
Íróként a De Ætna ad Angelum Chabrielem Liber (1496) című könyvében Bembo elmeséli, hogyan mászták meg apjával, Bernardóval az Etna-hegyet, ahol nyáron havat találtak, ami ellentmond a görög földrajztudósnak, Sztrabónnak, aki azt mondta, hogy hó ott csak télen volt; mindazonáltal Bembo érzékletesen megjegyzi: „De az első kézből végzett vizsgálat azt mondja, hogy az tart, csakúgy, mint a gyakorlati tapasztalat, amely nem kevésbé tekintély.” A De Aetna betűtípusa volt az alapja a Monotype Corporation „régi stílusú serif” betűtípusának, a „Bembo ”-nak. Bembo Toszkán versei (1501) Petrarcától és Terze Rime lírai versei (1530) nagymértékben befolyásolták a toszkán nyelvjárás fejlődését Olaszország irodalmi nyelvévé. A Gli Asolaniban Bembo a plátói szerelmet a testi szerelemnél magasabb rendűnek magyarázta és ajánlotta, annak ellenére, hogy szerelmi viszonya volt a férjes Lucrezia Borgiával (1480–1519);  A párbeszédek, versek és esszék mellett Bembo megjelentette Velence története című könyvét (1551).
Papként Bembo megerősítette és előmozdította a reneszánsz humanizmus keresztény tökéletességét. Mindent a szerelemből vagy annak hiányából származtatva Bembo sémáit kiegészítésként csatolták Aldus Manutius újonnan feltalált nyomtatási technológiájához az Isteni színjáték 16. századi kiadásaiban. Bembo a profán dualisztikus gnoszticizmusra való átható puritán hajlam cáfolatát Az Asolo népe, a harmadik prózakönyve fejti ki, amely a szentháromságos szeretet által közvetített platóni transzcendencia útján békítette ki a bukott emberi természetet; Bembo ezt a könyvet szeretőjének, Lucrezia Borgiának ajánlotta.

## Fordítás
- Ez a szócikk részben vagy egészben  a   Pietro Bembo című angol Wikipédia-szócikk ezen változatának fordításán alapul.  Az eredeti cikk szerkesztőit annak laptörténete sorolja fel. Ez a jelzés csupán a megfogalmazás eredetét és a szerzői jogokat jelzi, nem szolgál a cikkben szereplő információk forrásmegjelöléseként.

## Bibliográfia
- Raffini, Christine: "Marsilio Ficino, Pietro Bembo, Baldassare Castiglione: Philosophical, Aesthetic, and Political Approaches in Renaissance Platonism", 1998. ISBN 0-8204-3023-4
- Pietro Bembo, "Oratio pro litteris graecis", 2003. Edited with English translation by Nigel G. Wilson
- Nalezyty, Susan: Pietro Bembo and the Intellectual Pleasures of a Renaissance Writer and Art Collector, 2017. ISBN 9780300219197